# Grand Prix Francie 1974
Grand Prix Francie 1974 (oficiálně LVX Grand Prix de France) se jela na okruhu Dijon-Prenois v Dijon ve Francii dne 7. července 1974. Závod byl devátým v pořadí v sezóně 1974 šampionátu Formule 1.

## Závod
| Poř.   | No. | Jezdec                | Konstruktér       | Počet kol | Čas/Odstoupení | Pořadí na startu | Body |
| ------ | --- | --------------------- | ----------------- | --------- | -------------- | ---------------- | ---- |
| 1      | 1   | Ronnie Peterson       | Lotus-Ford        | 80        | 1:21:55.02     | 2                | 9    |
| 2      | 12  | Niki Lauda            | Ferrari           | 80        | + 20.36        | 1                | 6    |
| 3      | 11  | Clay Regazzoni        | Ferrari           | 80        | + 27.84        | 4                | 4    |
| 4      | 3   | Jody Scheckter        | Tyrrell-Ford      | 80        | + 28.11        | 7                | 3    |
| 5      | 2   | Jacky Ickx            | Lotus-Ford        | 80        | + 37.54        | 13               | 2    |
| 6      | 6   | Denny Hulme           | McLaren-Ford      | 80        | + 38.14        | 11               | 1    |
| 7      | 33  | Mike Hailwood         | McLaren-Ford      | 79        | + 1 kolo       | 6                |      |
| 8      | 4   | Patrick Depailler     | Tyrrell-Ford      | 79        | + 1 kolo       | 9                |      |
| 9      | 20  | Arturo Merzario       | Iso-Marlboro-Ford | 79        | + 1 kolo       | 15               |      |
| 10     | 14  | Jean-Pierre Beltoise  | BRM               | 79        | + 1 kolo       | 17               |      |
| 11     | 10  | Vittorio Brambilla    | March-Ford        | 79        | + 1 kolo       | 16               |      |
| 12     | 17  | Jean-Pierre Jarier    | Shadow-Ford       | 79        | + 1 kolo       | 12               |      |
| 13     | 26  | Graham Hill           | Lola-Ford         | 78        | + 2 kola       | 21               |      |
| 14     | 37  | François Migault      | BRM               | 78        | + 2 kola       | 22               |      |
| 15     | 27  | Guy Edwards           | Lola-Ford         | 77        | + 3 kola       | 20               |      |
| 16     | 28  | John Watson           | Brabham-Ford      | 76        | + 4 kola       | 14               |      |
| Ret    | 5   | Emerson Fittipaldi    | McLaren-Ford      | 27        | Motor          | 5                |      |
| Ret    | 7   | Carlos Reutemann      | Brabham-Ford      | 24        | Zacházení      | 8                |      |
| Ret    | 19  | Jochen Mass           | Surtees-Ford      | 4         | Spojka         | 18               |      |
| Ret    | 16  | Tom Pryce             | Shadow-Ford       | 1         | Kolize         | 3                |      |
| Ret    | 15  | Henri Pescarolo       | BRM               | 1         | Spojka         | 19               |      |
| Ret    | 24  | James Hunt            | Hesketh-Ford      | 0         | Kolize         | 10               |      |
| DNQ    | 22  | Vern Schuppan         | Ensign-Ford       |           |                |                  |      |
| DNQ    | 8   | Rikky von Opel        | Brabham-Ford      |           |                |                  |      |
| DNQ    | 34  | Carlos Pace           | Brabham-Ford      |           |                |                  |      |
| DNQ    | 21  | Jean-Pierre Jabouille | Iso-Marlboro-Ford |           |                |                  |      |
| DNQ    | 9   | Hans Joachim Stuck    | March-Ford        |           |                |                  |      |
| DNQ    | 18  | José Dolhem           | Surtees-Ford      |           |                |                  |      |
| DNQ    | 23  | Leo Kinnunen          | Surtees-Ford      |           |                |                  |      |
| DNQ    | 43  | Gérard Larrousse      | Brabham-Ford      |           |                |                  |      |
| Zdroj: |     |                       |                   |           |                |                  |      |

## Průběžné pořadí po závodě
Pohár jezdců
| Pořadí | Jezdec             | Body |
| ------ | ------------------ | ---- |
| 1      | Niki Lauda         | 36   |
| 2      | Clay Regazzoni     | 32   |
| 3      | Emerson Fittipaldi | 31   |
| 4      | Jody Scheckter     | 26   |
| 5      | Ronnie Peterson    | 19   |
| Zdroj: |                    |      |

Pohár konstruktérů
| Pořadí | Konstruktér  | Body    |
| ------ | ------------ | ------- |
| 1      | Ferrari      | 45      |
| 2      | McLaren-Ford | 43 (45) |
| 3      | Tyrrell-Ford | 30      |
| 4      | Lotus-Ford   | 22      |
| 5      | Brabham-Ford | 10      |
| Zdroj: |              |         |